# Обеспеченные долговые обязательства
Обеспеченные долговые обязательства (англ. collateralized debt obligations, CDO) — ценные бумаги, обеспеченные долговыми обязательствами, как правило, юридических лиц. Они включают корпоративные облигации, которые продаются на свободном рынке, кредиты, выданные институциональными кредиторами, транши ценных бумаг, выпущенных в рамках сделок по секьюритизации. CDO могут включать любые инструменты, которые несут кредитный риск заемщика: кредиты, облигации, кредитные дефолтные свопы и т. п.
У активов, входящих в CDO, либо уже есть рейтинг, либо они поддаются рейтингованию.
Как правило, обеспеченные долговые обязательства размещаются траншами, которые обычно подразделяются на старшие (70-80 % выпуска, подлежат погашению первыми, получают самый высокий рейтинг), средние (получают более низкий рейтинг) и субординированные (обычно не рейтингуются).
Чтобы уменьшить вероятность дефолта портфеля обеспеченных долговых обязательств, в него включают активы, слабо коррелирующие между собой. Рейтинг диверсифицированного портфеля выше, а стоимость заимствования CDO — ниже.

## История
Первые CDO были выпущены в 1987 году банкирами ныне не существующей Drexel Burnham Lambert для Imperial Savings Association, которая позже была признана неплатежеспособной и 22 июня 1990 года куплена Resolution Trust Corporation.
Десять лет спустя CDO стали самым быстрорастущим сектором обеспеченных активами синтетических ценных бумаг. Доход на эти бумаги был иногда на 2-3 % выше, чем на корпоративные облигации с тем же кредитным рейтингом. Как писал Марк Занди (англ. Mark Zandi), экономист Moody's Analytics, под влиянием различных факторов (страх перед дефляцией, доткомовский кризис 2000 года, рецессия и дефицит торгового баланса США) процентные ставки повсеместно оставались низкими в те годы, когда рос объем CDO. Это сделало американские CDO, основную часть которых составляли ипотечные облигации, более привлекательным инструментом, чем казначейские облигации США или другие низкодоходные, но безопасные инвестиции. В погоне за прибылью инвесторы по всему миру скупали CDO, доверяя кредитному рейтингу, но не до конца осознавая все риски.
Выпуск CDO вырос с $20 млрд в первом квартале 2004 года до максимальных $180 млрд в первом квартале 2007 года, а затем снова упал до $20 млрд к первому кварталу 2008 года. Кроме того, упало их кредитное качество, поскольку вырос уровень субстандартных и доля других низкокачественных ипотечных долгов выросла с 5 % до 36 % активов CDO. Кредитный рейтинг при этом не изменился.
Еще одним фактором роста CDO было предложение Дэвида Ли (англ. David X. Li) использовать статистическую модель т. н. «гауссовой копулы» (англ. Gaussian copula model) для расчета цен на CDO.
В конце 2005 года исследовательская компания Celent оценила размер глобального рынка CDO в $1,5 трлн и прогнозировала, что рынок вырастет ориентировочно до $2 трлн к концу 2006 года.

## Типы CDO
Синтетические облигации (англ.), обеспеченные долговыми обязательствами, состоящие не из ипотечных кредитов или каких-либо иных активов, а из связанных с ними рисков. С помощью кредитных дефолтных свопов такие CDO можно было создать очень быстро.

## CDO и финансовый кризис 2008 года
Обеспеченные долговые обязательства стали одним из самых т. н. «токсичных активов» во время кризиса.
Существенный спрос на CDO существовал, пока был устойчивым рынок недвижимости США. Причина заключалась в том, что владельцам CDO были обещаны выплаты с процентной ставкой выше, чем у большинства корпоративных облигаций.
В 2005—2006 годах в результате перегрева рынка недвижимости США ухудшилось качество закладных, служивших основой для выпуска CDO. Банки стали выпускать их на основе жилищных кредитов, выданных людям, которые обычно не могли рассчитывать на такое кредитование, или тем, кто внес сравнительно небольшой первоначальный взнос, либо приобрел его вовсе без первичного взноса (так называемые субстандартные ипотечные кредиты).
При сильной экономике такие CDO могли бы приносить доход, но к весне 2007 года CDO превратились в продукт, от которого нужно было избавляться.

## CDO сегодня
В 2013 году Deutsche Bank выпустил CDO на $8,7 млрд (два транша с выплатами от 8 % до 14,6 %), которые вызвали большой интерес инвесторов. В США такие компании, как Redwood Trust впервые после кризиса начали продавать CDO на основе коммерческой недвижимости.

## CDO на российском рынке
- 2006 год — в ноябре банк «Зенит» совместно с JP Morgan впервые в России выпустил обеспеченные долговые обязательства на базе управляемого портфеля рублевых корпоративных облигаций. Объем сделки — $250 млн, срок — два года.
- 2007 год — в марте VTB Austria, дочка ВТБ, вместе с Deutsche Bank выпустил еврооблигации, обеспеченные долговыми обязательствами российских, казахстанских и украинских компаний и банков. Объем — $220 млн, срок — пять лет. Moody`s присвоило траншам кредитные рейтинги.
- 2008 год — в августе «Тройка Диалог» совместно с Deutsche Bank сформировала и продала CDO на сумму 8,95 млрд руб. В портфель входили облигации российских эмитентов[3].

Число российских облигаций, обеспеченных долговыми обязательствами ограничено из-за относительно сложного процесса их создания, а также из-за неподготовленности инвестиционной базы.

## Комментарии
1. ↑  Иными словами, обеспеченное обязательство — это обязательство, по которому заемщик предоставил кредитору активы в качестве обеспечения интересов кредитора в случае неуплаты заемщиком долга (Глоссарий биржевых терминов Архивная копия от 17 июня 2013 на Wayback Machine).